# Muslim ibn 'Uqba
Muslim ibn ʿUqba (in arabo ﻣﺴﻠﻢ ﺑﻦ ﻋﻘﺒـة‎?; ... – Mushallal, 684) è stato un militare arabo.
Musulmano dei Banu Murra, fu un sostenitore particolarmente fedele del primissimo casato omayyade sufyanide, per il quale ricoprì importanti incarichi militari.
Caratterizzato da un'indole burbera, tanto che Henri Lammens ricordava come in lui albergasse la tipica "ruvidità, grossolanità" (jafāʾ) dei B. Murra, non si conosce alcunché che sia precedente alla sua partecipazione alla primissima campagna di conquista arabo-islamica della Siria, nell'ambito della quale dovette certo stringere forti legami col suo comandante in capo e poi primo Wali, Muʿāwiya b. Abī Sufyān, succeduto nella sua carica di amīr al fratello maggiore Yazīd.
Nel conflitto ʿAlī-Muʿāwiya sostenne quindi con decisione le ambizioni del secondo, per conto del quale guidò una parte delle truppe smontate siriane nella battaglia di Ṣiffīn e, più tardi, nella raccolta delle imposte fondiarie in Palestina.
Era tale la fiducia in lui del primo califfo omayyade da essere incaricato sul suo letto di morte da Muʿāwiya, assieme ad al-Dahhak ibn Qays al-Fihri, di assicurare la difficile successione da lui disposta in favore del figlio Yazīd.
Dal nuovo Califfo fu incaricato di convincere senza indugi i suoi contestatori di Medina a riconoscere il nuovo Califfo ma i suoi sforzi furono inutili e certo non agevolati dal suo carattere spiccio, probabilmente intenzionato a non raggiungere pacificamente alcun accordo con gli abitanti della prima capitale califfale.
Il 26-27 agosto 683 lanciò il suo attacco contro la città del Profeta: un atto sacrilego che (come quello successivo di al-Hajjaj ibn Yusuf contro La Mecca di Abd Allah ibn al-Zubayr, servirà a infamare per sempre la sua memoria agli occhi di tanti musulmani d'allora e del futuro sciismo, tanto più perché la vittoria e l'uccisione di tanti Ansar e Muhajirun, si accompagnò alla razzia di Medina.
Affidata la seconda Città Santa dell'Islam a Rawḥ b. Zinbāʿ, si diresse allora su Mecca ma, già avanti con gli anni e malato al punto da dover essere portato fin dall'inizio delle operazioni in lettiga, nominò a succedergli al-Ḥuṣayn ibn al-Numayr, morendo di lì a poco a Mushallal prima di raggiungere Mecca. Secondo numerose fonti, tra cui Abū ʿUbayd al-Bakrī e al-Ya'qubi, gli abitanti di Mushallal non persero troppo tempo a dissotterrarne il cadavere e a lapidarlo simbolicamente, esponendosi alle ritorsioni brutali operate da al-Ḥuṣayn ibn al-Numayr.